# Epicauta mojiangensis
Epicauta mojiangensis là một loài bọ cánh cứng trong họ Meloidae. Loài này được Tan Juanjie miêu tả khoa học năm 1993.